# Японская мифология
Японская мифология — мифология древних японцев, система сакральных знаний, включающая традиции синтоизма и буддизма, а также народные поверья. Религия синто содержит огромное количество ками (яп.  «божество» или «дух»), каждый из которых играет свою особую роль в мифологии.
Большая часть японских мифов известна благодаря «Кодзики», «Нихон сёки» и некоторым дополнительным источникам. «Кодзики», или «Записи о деяниях древности» — древнейшее собрание мифов и легенд. «Синтосю», датированная XIV веком, с буддистской точки зрения объясняет, как появились боги, а эпическая поэма «Хоцума Цутаэ» содержит альтернативные версии мифов.
Японская мифология прямо связана с культом императора: императорская семья традиционно считается прямым потомком первых богов. Японское слово тэнно (天皇), император, буквально обозначает «божественный (или небесный) правитель».

## Начало Начал
Мифология Японии включает большое количество божеств (это закреплено в поговорке «Япония — страна восьми миллионов божеств»). Имена многих из них весьма длинные. Например, Ниниги — Амэ Нигисикуги Нигисиамацухико Хиконо-но Ниниги-но Микото, что обычно сокращается как Хикохо-но Ниниги или Хоно-Ниниги.
«Кото Амацуками» (別天津神, «Уважаемые небесные боги») — группа пятерых ками, которые появились в начале начал. Когда были созданы небо и земля, три бога «Такамагахара» (高天原, «Высокие небесные поля»), так называемые «Хиторигами» (独神, «Одиночные боги») снизошли на землю. Их так назвали, потому что они появлялись не в паре, как Идзанаги и Идзанами. Эта тройка богов, называемые «Дзока-но сансин» (造化の三神, «Три бога Созидания»), были:
- «Амэ-но Минакануси но Ками» (天之御中主神), главный бог.
- «Такамимусухи-но ками» (高御産巣日神), бог завоевания и господства.
- «Камимусухи-но ками» (神産巣日神), бог рождения.

Когда сформировалась земля и моря взошли на поверхность, появились и остальные боги. Это были
- «Умаси Асикаби Хикойи-но ками» (宇摩志阿斯訶備比古遅神), богиня воды и плодородия
- «Амэ но Токотати-но ками» (天之常立神), бог грома и дождя

Эта пятерка богов заняла особое место среди «Амацуками» (天津神, «Небесные боги»). После них пришли «Камиёнанаё» (神世七代, «Семь поколений божественной эпохи»), чьими последними представителями были Идзанаги и Идзанами, которые создали японские острова.

## Идзанаги и Идзанами
Первое поколение богов призвало Идзанаги и его будущую супругу Идзанами, чтобы те сотворили землю. Им была дана украшенная драгоценными камнями нагината — оружие, которое принято называть алебардой. Нагината носила название Аманонухоко, «Божественная алебарда с драгоценными камнями». Идзанаги и Идзанами отправились на мост, соединяющий небо и землю (Амэнокихаси), и начали перемешивать алебардой морские воды, когда же с алебарды начали падать солёные капли, они образовали остров Оногоро («самозагустевший»). Затем боги спустились с небесного моста и поселились на этом острове. Впоследствии, когда Идзанаги и Идзанами решили пожениться, они построили дворец Яхиродоно («великий дворец»). Во время брачной церемонии Идзанами, женщина, первая поприветствовала Идзанаги. Хотя он счел это не совсем приличным, свадьба все равно состоялась. Идзанами и Идзанаги были первыми из богов, кто мог рождать других божеств. У них родились двое: Хируко и Авасима, но они были некрасивы. Идзанами и Идзанаги положили детей в лодку и выпустили в море, а затем обратились к другим богам с вопросом, что же они сделали не так. Боги ответили, что во время свадебной церемонии первым должен был заговорить мужчина. Идзанами и Идзанаги повторили обряд бракосочетания, и с тех пор союз стал счастливым.
От них была рождена Оясима, великая восьмерка островов :
- Авадзи
- Иё (впоследствии Сикоку)
- Оки
- Цукуси (впоследствии Кюсю)
- Ики
- Цусима
- Садо
- Ямато (впоследствии Хонсю)

(Хоккайдо, Тисима и Окинава в древние времена не считались частью Японии)
Затем родились ещё шестеро островов и множество богов. Последним является бог огня Кагуцути (или Хомусуби), рождение которого опаляет лоно Идзанами, и она умирает — согласно мифу, удаляется в царство мертвых Ёми-но куни. Идзанаги в ярости убил Кагуцути, что породило ещё несколько богов.

## Ёми, подземное царство
Убитый горем Идзанаги отправился в подземное царство Ёми, чтобы вернуть свою жену назад. Оказалось, что между земным и подземным миром нет большой разницы, за исключением вечной темноты, хотя темноты оказалось достаточно, чтобы Идзанаги страдал от отсутствия света и скучал по жизни наверху. Поначалу он даже не мог увидеть Идзанами, которую укрывали тени. Наконец, он нашёл жену, но она уже попробовала пищу царства мёртвых и навеки стала его обитательницей.
Идзанаги отказывается оставить Идзанами. Тогда она соглашается вернуться в мир живых, но хочет сначала отдохнуть некоторое время, поэтому удаляется в опочивальню и просит мужа туда не заходить. Идзанаги прождал довольно длительное время, но затем не выдержал, зашёл в покои и зажёг факел. Он увидел, что некогда прекрасное тело Идзанами превратилось в гниющий труп, покрытый личинками и другими отвратительными существами. Идзанаги в ужасе закричал и спасся бегством из подземного мира, а вход туда завалил камнем. Забаррикадированная Идзанами в ярости кричала, что в отместку будет каждый день забирать по 1000 живых людей, а Идзанаги ответил, что в таком случае он каждый день будет давать жизнь 1500 человек.
Так в мир вошла Смерть.

## Солнце, Луна и Море
Идзанаги побывал в Ёми, после чего решил совершить обряд очищения. Он начал раздеваться и снимать с тела украшения, и каждая драгоценность, упавшая на землю, рождала божество. Ещё большее их количество было создано во время омовения тела и лица.
Наиболее важные боги:
- Аматэрасу (олицетворение солнца) — от левого глаза,
- Цукуёми (олицетворение луны) — от правого глаза,
- Сусаноо (олицетворение штормов и повелитель моря) — из носа.

Идзанаги разделил мир между ними. Аматэрасу, получает во владение «равнину высокого неба» и становится главным божеством пантеона, покровительницей земледелия. Цукуёми стал владеть ночным временем и луной, а Сусаноо доверены морские просторы. По некоторым версиям мифа Сусаноо также повелевает стихиями, в том числе снегом и градом.

## Аматэрасу и Сусаноо
Аматэрасу, повелительница солнца, — наиболее известная богиня всей японской мифологии. Её вражда с братом Сусаноо описывается в нескольких сказаниях. Так, в одной из легенд Сусаноо вел себя грубо по отношению к Идзанаги. Идзанаги, уставший от бесконечных придирок Сусаноо, изгнал его в Ёми. Сусаноо неохотно согласился, но перед этим отправился на небесные поля Такамагахара, чтобы попрощаться с сестрой. Аматэрасу сразу преисполнилась подозрениями, потому что не верила в добрые намерения брата и хорошо знала его характер.

− С какой целью ты пришел сюда? − спросила Аматэрасу.
− Чтобы попрощаться, − ответил Сусаноо.

Аматэрасу не поверила этим словам и потребовала устроить состязание, проверяющее честность Сусаноо. Побеждал тот бог, который может дать жизнь большему количеству благородных и богоподобных детей. Аматэрасу сделала трёх женщин из меча Сусаноо, а Сусаноо — пятерых мужчин из цепочки своей сестры. Аматэрасу объявила, что раз цепочка принадлежит ей, то и мужчин следует отнести на её счет, тогда как женщины являются порождениями Сусаноо.
В раздражении Сусаноо совершает ряд проступков, считавшихся тяжелейшими прегрешениями: в том числе, сдирает шкуру с живой лошади (священное животное для Аматэрасу). Аматэрасу бежала, скрылась в пещере Ама-но Ивато (яп. 天岩戸, букв. «Пещера солнечного бога»), и мир погрузился во тьму. Лишь хитростью Амэ-но-Удзумэ удалось развеселить Аматэрасу и вызволить из пещеры. С тех пор Амэ-но-Удзумэ, считавшаяся богиней развлечений, стала известна как богиня утренней зари. Свет Аматэрасу был возвращён в мир. Её брата же боги, посовещавшись, изгнали.